# Nocny koncert
Nocny koncert – debiut płytowy Nocnej Zmiany Bluesa.
Nagrań dokonano w czasie koncertu w Domu Pracy Twórczej Śląskiego Jazz Clubu „Leśniczówka” w Chorzowie w dn. 10 kwietnia 1986 r. Bluesowe standardy plus dwie kompozycje własne, choć pod dużym wpływem nagrań Muddy Watersa. Płyta ukazała się w 1986 r. jako: Edycja specjalna Klubu Płytowego; PolJazz LP K-PSJ 011.

## Lista utworów
strona A
1. „Good Morning Blues” (Leadbelly) – 4:30
2. „Hey, Bartender” (Floyd Dickson) – 4:00
3. „I Want To Be Loved” (Willie Dixon) – 2:40
4. „Blues Train” (Sławomir Wierzcholski) – 3:30
5. „Georgia On My Mind” (Hoagy Carmichael, Reg Connelly – Stuart Gorell) – 4:30
6. „Boom, Boom (Out Go The Lights)” (Stan Lewis) – 3:50

strona B
1. „Floyd's Guitar Blues” (Muddy Waters) – 8:00
2. „Ostatnia kobieta” (Sławomir Wierzcholski – Bogdan Loebl) – 4:50
3. „Długi, ciemny tunel” (Wojciech Gembala – Bogdan Loebl) – 4:00
4. „Hootchie Cootchie Man” (Willie Dixon) – 4:30

## Muzycy
- Sławomir Wierzcholski – śpiew, harmonijka ustna
- Tomasz Kamiński – skrzypce, śpiew
- Wojciech Gembala – gitara, gitara slide
- Sławomir Kiwak – kontrabas

oraz gościnnie
- Jacek Szpruch – gitara („Ostatnia kobieta” i „Długi, ciemny tunel”)